# Komenského sady (Ostrava)

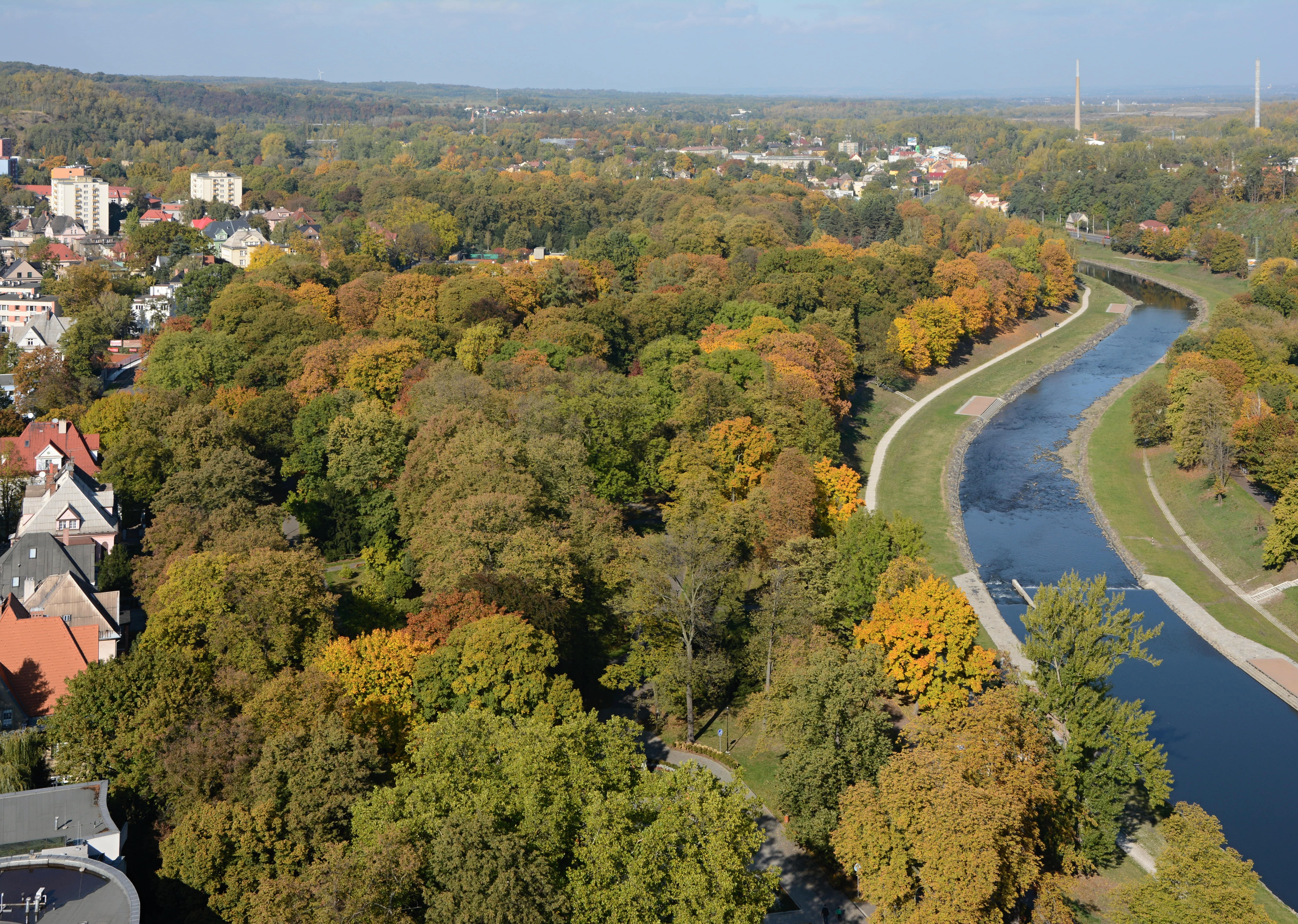
Pohled na Komenského sady z Nové radnice

Komenského sady jsou rozsáhlý park, který se nachází na levém břehu Ostravice poblíž centra Moravské Ostravy. Jde o jeden z největších městských parků v Česku. Rozloha sadů činí asi 30 hektarů a nachází se v nich asi tři tisíce stromů.

## Historie
Park začal vznikat na loukách u napřímeného toku Ostravice už v 19. století. Oficiální podoba parku začala vznikat podle plánu vytvořeného v roce 1907. Současný název po J. A. Komenském získal park v roce 1919. K dotvoření parku došlo v druhé polovině 30. let 20. století v návaznosti na stavbu Nové radnice.